# Championnats du monde de duathlon 2005
Navigation
Édition précédente Édition suivante
Les Championnats du monde de duathlon 2005 présentent les résultats des championnats mondiaux de duathlon en 2005 organisés par la fédération internationale de triathlon.
Les 16e championnats se sont déroulés à Newcastle en Australie les 25 et 26 septembre 2005.

## Résultats

### Élite
Distances parcourues
| Distances course (kilomètres) | Distances course (kilomètres) | Distances course (kilomètres) |
| Course à pied                 | Cyclisme                      | Course à pied                 |
| ----------------------------- | ----------------------------- | ----------------------------- |
| 10                            | 40                            | 5                             |

| Rang               | Athlète       | Pays        | Temps           |
| ------------------ | ------------- | ----------- | --------------- |
| Médaille d'or      | Paul Amey     | Royaume-Uni | 1 h 56 min 28 s |
| Médaille d'argent  | Tim Don       | Royaume-Uni | 1 h 56 min 52 s |
| Médaille de bronze | Javier García | Espagne     | 1 h 57 min 24 s |

| Rang               | Athlète           | Pays        | Temps           |
| ------------------ | ----------------- | ----------- | --------------- |
| Médaille d'or      | Michelle Dillon   | Royaume-Uni | 2 h 11 min 25 s |
| Médaille d'argent  | Catriona Morrison | Royaume-Uni | 2 h 11 min 28 s |
| Médaille de bronze | Andrea Whitcombe  | Royaume-Uni | 2 h 11 min 36 s |

### Moins de 23 ans
Distances parcourues
| Distances course (kilomètres) | Distances course (kilomètres) | Distances course (kilomètres) |
| Course à pied                 | Cyclisme                      | Course à pied                 |
| ----------------------------- | ----------------------------- | ----------------------------- |
| 10                            | 40                            | 5                             |

| Rang               | Athlète            | Pays     | Temps           |
| ------------------ | ------------------ | -------- | --------------- |
| Médaille d'or      | Sven Schelling     | Suisse   | 1 h 58 min 02 s |
| Médaille d'argent  | Joerie Vansteelant | Belgique | 1 h 58 min 24 s |
| Médaille de bronze | Bart Aernouts      | Belgique | 2 h 00 min 23 s |

| Rang               | Athlète         | Pays           | Temps           |
| ------------------ | --------------- | -------------- | --------------- |
| Médaille d'or      | Miek Vyncke     | Belgique       | 2 h 12 min 39 s |
| Médaille d'argent  | Andrea Horak    | Afrique du Sud | 2 h 19 min 24 s |
| Médaille de bronze | Linda Schuecker | Allemagne      | 2 h 21 min 10 s |

### Junior
Distances parcourues
| Distances course (kilomètres) | Distances course (kilomètres) | Distances course (kilomètres) |
| Course à pied                 | Cyclisme                      | Course à pied                 |
| ----------------------------- | ----------------------------- | ----------------------------- |
| 5                             | 20                            | 2,5                           |

| Rang               | Athlète          | Pays        | Temps           |
| ------------------ | ---------------- | ----------- | --------------- |
| Médaille d'or      | Oliver Freeman   | Royaume-Uni | 1 h 01 min 13 s |
| Médaille d'argent  | Ritchie Nicholls | Royaume-Uni | 1 h 01 min 58 s |
| Médaille de bronze | Bojan Cebin      | Slovénie    | 1 h 02 min 13 s |

| Rang               | Athlète        | Pays             | Temps           |
| ------------------ | -------------- | ---------------- | --------------- |
| Médaille d'or      | Rebecca Spence | Nouvelle-Zélande | 1 h 08 min 28 s |
| Médaille d'argent  | Gitta Arany    | Hongrie          | 1 h 09 min 12 s |
| Médaille de bronze | Rosie Clarke   | Royaume-Uni      | 1 h 09 min 47 s |

## Tableau des médailles
| Rang  | Nation           | Or | Argent | Bronze | Total |
| ----- | ---------------- | -- | ------ | ------ | ----- |
| 1     | Royaume-Uni      | 3  | 3      | 2      | 8     |
| 2     | Belgique         | 1  | 1      | 1      | 3     |
| 3     | Nouvelle-Zélande | 1  | 0      | 0      | 1     |
| -     | Suisse           | 1  | 0      | 0      | 1     |
| 5     | Afrique du Sud   | 0  | 1      | 0      | 1     |
| -     | Hongrie          | 0  | 1      | 0      | 1     |
| 7     | Allemagne        | 0  | 0      | 1      | 1     |
| -     | Espagne          | 0  | 0      | 1      | 1     |
| -     | Slovénie         | 0  | 0      | 1      | 1     |
| Total | Total            | 6  | 6      | 6      | 18    |